# 김만수 (1954년)
김만수(1954년 ~ )는 1970년대에 눈이 큰 아이, 푸른시절, 영아를 부른 가수이다. 2023년 현재도 가수로 활동 중이다.